# Sporades
Pour les articles homonymes, voir Sporades (homonymie).
Ne doit pas être confondu avec Sporades (district régional).
Les Sporades ou îles Sporades (en grec moderne : Σποράδες), sont un archipel de la mer Égée, à l'est de la péninsule du Pélion, également nommé  Sporades septentrionales, Sporades du Nord ou Sporades thessaliennes pour le distinguer des autres Sporades.

## Toponymie
Elles tirent leur nom de l'adjectif sporas (au génitif sporados) qui signifie en grec ancien « épars », « disséminé », comme le sont les îles qui constituent cet ensemble, par opposition au groupe des Cyclades ordonnées autour de Délos.

## Géographie

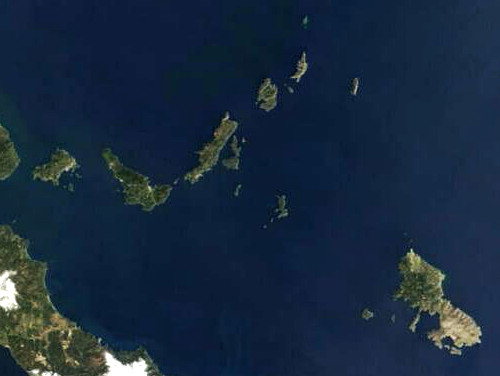
Image satellite des Sporades.

Le nombre des îles englobées sous ce terme a varié au cours de l'histoire et selon les géographes. Actuellement le terme utilisé seul désigne un archipel situé au large de Vólos, parfois appelé Sporades du Nord, qui s'étend à l'est de la péninsule du Pélion à laquelle il était rattaché à l'époque préhistorique. Il comprend onze îles, dont les quatre principales sont :
- Skiathos
- Skópelos
- Alonissos, qui est entourée par un parc national marin qui regroupe sept îles inhabitées, dont Pipéri et Gioúra
- Skyros